# Wamar
Wamar, Pulau Wamar, of Wammer (zie Aardrijkskundig Woordenboek der Nederlanden) is een van de Aru-eilanden in de Molukken bij Nieuw-Guinea (Indonesië). De hoofdplaats is Dobo.
Het enige zoogdier dat er voorkomt is de koeskoes Spilocuscus maculatus.